# Корваль, Лоик
Лоик Корваль (фр. Loïc Korval, род. 15 мая 1988, Ножан-сюр-Марн) — французский дзюдоист, чемпион Европы, призёр чемпионатов мира и Европейских игр.

## Биография
Родился в 1988 году. В 2010 году стал бронзовым призёром чемпионата мира. В 2014 году выиграл чемпионат Европы. В 2015 году завоевал серебряную медаль Европейских игр.